# Departamento de Canindeyú
Canindeyú ([kanindeˈʝu]) es uno de los diecisiete departamentos que conforman la República del Paraguay. Su capital es Saltos del Guairá y su ciudad más poblada es Curuguaty. Está ubicado al centro este de la región oriental del país, limitando al norte con Amambay y Mato Grosso del Sur (Brasil), al este con el río Paraná que lo separa del Estado de Paraná (Brasil), al sur con Alto Paraná y Caaguazú, y al oeste con San Pedro.

## Toponimia
El origen del nombre «Canindeyú» es de origen guaraní y deriva de canindé: Ara ararauna, y yú: apócope de amarillo, por lo que se podría traducir como «guacamayo azul-amarillo»', y hace referencia a una especie de guacamayo llamado canindé, cuyo plumaje posee colores que varían entre el azul, el rojo y un amarillo que se asemeja al dorado.
También se cree que podría haber sido el nombre de un cacique que habitaba la zona. En cualquier caso, los caciques de la región Oriental del Paraguay, como en muchos otros sitios del mundo, solían tomar el nombre de un animal o planta que se destacara en el lugar geográfico donde habitaba su pueblo.

## Historia
El departamento de Canindeyú fue creado en el año 1973. Es la separación topográfica de los departamentos de San Pedro del Ycuamandiyú, Caaguazú y Alto Paraná. Durante el siglo XVIII y los primeros años de la independencia del Paraguay, la cuenca del Jejuí fue una de las regiones de mayor producción de la yerba mate. Esa industria decayó durante el régimen del Dr. Francia, recuperándose durante el gobierno de los López.
Después de la guerra de la Triple Alianza, las tierras fueron vendidas a la Industrial Paraguaya S.A. en remates efectuados en los años 1883 y 1885. Esta empresa, que hacia el año 1890 poseía más de un millón de hectáreas de bosques, se dedicó inicialmente a la explotación de la yerba, siendo la cuenca del Jejuí una de las principales áreas de producción; sin embargo, su poder comenzó a disminuir después de la guerra del Chaco. Los propietarios comenzaron a lotear y vender sus posesiones territoriales.
El poblamiento fue tardío por las permanentes incursiones de los bandeirantes portugueses que afectaron las posibilidades del desarrollo poblacional y por lo tanto regional.
En 1715 se levantó la villa de San Isidro Labrador del Curuguaty y progresivamente se instalaron fuertes en distintas zonas. Existían también peligros de ataques de los indios guaicurúes.
Al final del siglo la Región del Este en general se entregó a empresas privadas permitiendo los latifundios madereros-yerbateros que explotaron extensa e intensamente los bosques a tal punto de reducir a la mitad.

## Demografía
| Gráfica de evolución de Departamento de Canindeyú entre 1982 y 2022 |
|                                                                     |

| Población Histórica del Departamento de Canindeyú | Población Histórica del Departamento de Canindeyú | Población Histórica del Departamento de Canindeyú |
| Año                                               | Habitantes                                        | Fuente                                            |
| ------------------------------------------------- | ------------------------------------------------- | ------------------------------------------------- |
| 1982                                              | 66 409                                            | Censo paraguayo de 1982                           |
| 1992                                              | 103 785                                           | Censo paraguayo de 1992                           |
| 2002                                              | 140 137                                           | Censo paraguayo de 2002                           |
| 2012                                              | 198 899                                           | Censo paraguayo de 2012                           |
| 2022                                              | 189 128                                           | Censo paraguayo de 2022                           |

## Geografía
El Departamento de Canindeyú está situado en el noreste de la Región Oriental. Sus límites son:
- Al norte: el Departamento de Amambay y La República Federativa del Brasil.

- Al este: la República Federativa del Brasil.

- Al sur: los Departamentos de Caaguazú y Alto Paraná.

- Al oeste: el Departamento de San Pedro.

### Hidrografía
En la parte este se encuentran las vertientes de agua del río Paraná, Piratiy, Carapa, Pozuelo y el Itambey. Los afluentes que componen la cuenca del río Paraguay son el Jejuí Guazú y los siguientes cursos de agua: arroyos Puendy, Tacuara, Guazú, Canguery y los ríos Itanara, Jejui mi, Jejui Guazú, Curuguaty'y, Gasory y Corrientes.

### Orografía
En el departamento se encuentran las cordilleras de Amambay y Mbaracayú, que sirven de límites con el Brasil, y sus estribaciones llegan hasta la ciudad de Saltos del Guairá.

### Clima
Tiene un clima agradable debido a su altura. La precipitación total fue en el año 2002 de 1.303 mm, registrándose en mayo y junio la máxima y mínima, respectivamente. La temperatura media del año citado, según los registros de la estación meteorológica del departamento, fue de 23 °C, con mínima media de 18 °C y máxima media de 29 °C.

## División administrativa
Canindeyú se encuentra dividido en 16 municipios.
|       |                  |                  |  |
| N.º   | Municipio        | Población (2019) |  |
|       | Corpus Christi   | 9892             |  |
|       | Curuguaty        | 54 185           |  |
|       | Puente Kyjhá     | 11 868           |  |
|       | Itanará          | 3258             |  |
|       | Katueté          | 8681             |  |
|       | La Paloma        | 8808             |  |
|       | Laurel           | n/d              |  |
|       | Maracaná         | 17 550           |  |
|       | Nueva Esperanza  | 12 795           |  |
|       | Puerto Adela     | 6783             |  |
|       | Salto del Guairá | 33 444           |  |
|       | Villa Ygatimí    | 16 893           |  |
|       | Yasy Cañy        | 27 414           |  |
|       | Yby Pytá         | 11 792           |  |
|       | Ybyrarobaná      | 14 026           |  |
|       | Ypejhú           | 8591             |  |
| Total | Total            | 189 128          |  |

## Economía
El principal sector económico del departamento de Canindeyú es la agricultura. Sus principales cultivos son los de soja (mayoritariamente modificada genéticamente), mandioca, maíz, algodón, caña de azúcar, trigo, café, arroz, girasol, batata, habilla, maní, poroto, tabaco, banano, tártago y yerba mate.
En segundo lugar figuran las explotaciones ganaderas, dedicadas a la cría de vacunos, porcinos y aves de corral, y la selvicultura. La industria está vinculada a las actividades del sector primario y cuenta con aserraderos, envasadoras de palmitos, destiladores de menta, y descascadotas de café y arroz, así como ingenios azucareros.
Según estudios independientes de la FAO (Organización de las Naciones Unidas para la Alimentación y la Agricultura) un alto porcentaje de las unidades productivas del departamento están orientadas a la agro exportación de pienso para engorde animal, lo que de modo extensivo ha generado la contaminación de diversos puntos de recarga del acuífero guaraní.

## Salud
Son escasos los recursos otorgados por el estado para el cuidado de la salud a esta parte de la República, en relación con su superficie y cantidad de habitantes.
La infraestructura de salud pública cuenta con un Hospital Regional en Salto del Guairá; un Hospital Distrital en Curuguaty; un centro de salud en Katueté; 41 Puestos de Salud (incluyen dispensarios de comunidades indígenas), además de cinco Hospitales del Instituto de Previsión Social (IPS).

## Lugares turísticos
Entre los más atractivos están: Salto Itá Porá y Reserva Itabó, en la Reserva del Mbaracayú, en la villa Ygatimí. El departamento de Canindeyú posee dos reservas biológicas a la vera del lago de la represa de Itaipú, construida sobre el Paraná, entre Paraguay y Brasil. Varios balnearios privados ofrecen bellezas naturales y la posibilidad de acampar en épocas veraniegas.

## Medios de comunicación
La principal vía de comunicación terrestre es la Ruta PY10 «Las Residentas», que atraviesa al departamento de este a oeste y une Salto del Guairá a Asunción, empalmando con la Ruta III «Gral. Elizardo Aquino» en San Estanislao. También existe una ruta asfaltada que la une a Ciudad del Este. Salto del Guairá cuenta con un aeropuerto.